# François Capois
François Cappouet ou François Cappoix (surnommé Capois-La-Mort), né en 1766 à Delaunay (Glon-nen) 1re section communale de Chansolme, Arrondissement de Port-de-Paix, assassiné le 19 octobre 1806 sous l'ordre de Henri Christophe près de Limonade, est un officier de l'armée indigène d'Haïti lors de la Révolution haïtienne et vainqueur de la Bataille de Vertières.

## Biographie

### Fils d'esclave devenu insurgé
Il était fils d'esclave vivant dans le domaine de riches planteurs français dont le nom "Cappouet" devint Capoix pour sa famille par déformation linguistique.  
En 1793, il rejoint la résistance contre l'esclavagisme et les Français après le passage de Toussaint Louverture à Port-de-Paix.
Il s'engage dans l'armée rebelle commandée par Jacques Maurepas et gagne ses galons d'officier avec ses exploits guerriers contre les troupes françaises de l'expédition de Saint-Domingue, passant du grade de simple soldat à celui de lieutenant, puis de capitaine. Il gagne également le surnom de "Capois-La-Mort" en raison de son héroïsme durant la bataille de Vertières.

### La conquête de l'île de la Tortue
Après avoir reçu de nouvelles troupes de la France, Rochambeau dépêcha le général Clauzel contre les rebelles à Port-de-Paix, et Capoix fut forcé d'évacuer la ville, mais ce dernier racheta sa défaite lors à l'assaut du Petit-Fort, non loin du College Notre-Dame de Lourdes de Port-de-Paix aujourd'hui, où il se saisit des munitions, dont ses hommes avaient grand besoin. Après son succès au Petit-Fort, il décida d'attaquer l'île de la Tortue. Le problème le plus difficile à résoudre pour mener cette attaque était de savoir comment atteindre cette île sans navires. Il compensa ce manque par la construction d'un radeau composé uniquement de planches maintenues ensemble par des lianes. Dans la nuit du 18 février 1803, 150 soldats sous le commandement de Louis-Vincent furent entassés sur ce fragile moyen de transport remorqué par 2 bateaux à rames. Ils tombèrent à l'improviste sur la garnison de La Tortue. La surprise fut totale pour les troupes françaises. Dans un premier temps, les soldats français furent tenus en échec, mais les Français ne tardèrent pas à se rassembler et à battre les troupes de Louis-Vincent qui parvint néanmoins à s'échapper avec certains de ses compagnons. Les malheureux esclaves noirs faits prisonniers par les Français furent torturés à mort en expiation de cette audacieuse attaque. L'échec ne découragea cependant pas l'énergie de Capois. Le 12 avril 1803, Capois prit d'assaut la ville de Port-de-Paix. Louis-Vincent recommença une nouvelle expédition militaire sur son radeau pour attaquer l'île de La Tortue. Il réussit cette fois à prendre possession de l'île que les Français ne purent jamais reprendre.

### Bataille de Vertières

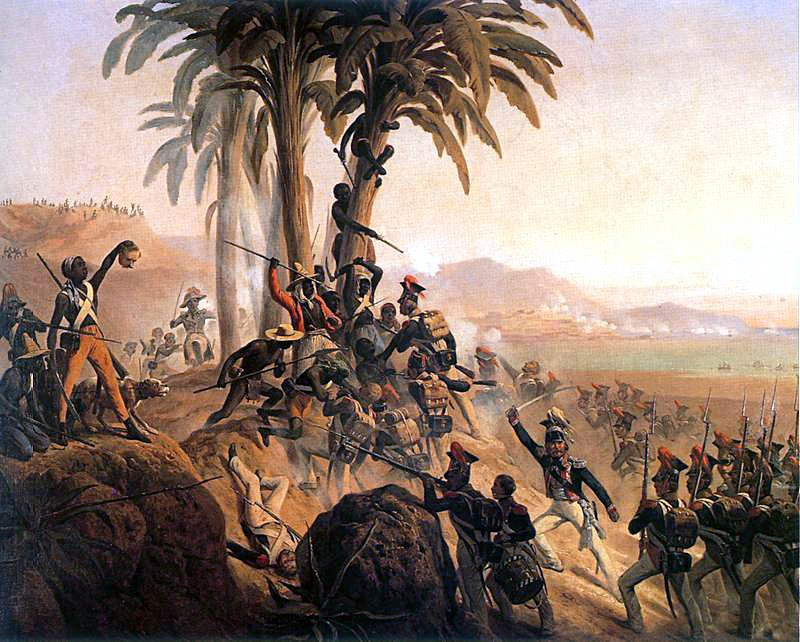
La bataille de Saint-Domingue, par Janvier Suchodolski.

Le 18 novembre 1803, Jean-Jacques Dessalines avait ordonné de prendre le fort de Vertières, situé sur une colline à côté de la ville de Cap-Haïtien. Capois-la-Mort commandait une demi-brigade qui, fut en partie décimée par le tir des canons en provenance du fort. Il relança un nouvel assaut, mais ses hommes furent encore fauchés, au pied de la colline par la mitraille. Capois courut chercher des renforts, puis pour la troisième fois, il lança ses forces à l'assaut de ce fort en vain et laissant une fois de plus de nombreux morts. Lors du quatrième assaut, il demanda à ses hommes de le suivre en criant : "En avant! En avant!". Pendant qu'il était à la tête de ses hommes, son cheval a été touché par un boulet de canon, il est tombé, mais Capois prit son épée, se releva et courut se mettre à nouveau à la tête de ses soldats noirs en criant toujours "En avant! En avant!". Son bonnet garni de plumes, a été emportée par un boulet. Un messager personnel de Rochambeau monta sur son cheval et partit vers Capois-La-Mort. Avec une voix forte, il cria: "Le général Rochambeau envoie des compliments au général qui vient de se couvrir de gloire comme ça!". Le lendemain matin, un officier français, se rendit au quartier général de l'armée haïtienne sur un cheval et porta le message suivant : "Le capitaine-général Rochambeau offre ce cheval comme une marque d'admiration pour l'"Achille" noir" pour remplacer celui que son armée française regrette d'avoir tué". Les troupes françaises se rendirent et évacuèrent le fort de Vertières permettant à Capois de devenir le héros de la bataille.

### Trahison
Le 10 octobre 1806, à la toute veille de l'assassinat de Dessalines, Henri Christophe, qui redoutait plus que jamais le général François Capois et qui voyait en lui un probable rival politique après la mort attendue de l'empereur, pensa le moment opportun pour le faire disparaître. François Capois se trouvait en route vers le Cap-Haïtien, lorsque, à la hauteur du village de Limonade, il aperçut sur son chemin les généraux Romain et Dartiguenave ainsi que l'adjudant-general Gérard. Tout heureux de la rencontre, le héros de Vertières voulut saluer le général Romain en lui tendant aimablement la main. C'est à ce moment que l'adjudant-général Gérard s'empara de son sabre. François Capois comprit alors qu'il venait de tomber dans un traquenard et, selon ce que rapporte l'historien Thomas Madiou, il n'offrit aucune résistance à ses ennemis, mais déclara plutôt au général Romain : "Ton maître Christophe est bien heureux de m'avoir pris dans ce piège; car, sous peu, je lui aurais fait sentir la vigueur de mon bras; finissons-en vite". Toujours selon Madiou : il se plaça à cinq pas d'un peloton et reçut la mort.

## Tombe et Mémorial
Près de là où il est tombé à Limonade, on peut voir le reste de sa tombe. Un mémorial a été construit en son honneur tout près de sa tombe. 